# Marpesia (genre)
Pour les articles homonymes, voir Marpesia.
Genre
Le genre Marpesia regroupe des papillons de la famille des Nymphalidae et de la sous-famille des Cyrestinae.

## Dénomination
- Le genre Marpesia a été décrit par l'entomologiste allemand Jakob Hübner en 1818[1].
- L'espèce type pour le genre est Marpesia eleuchea (Hübner, 1818).

### Synonymie
- Athena (Hübner, 1819) [2]
- Euglyphus (Billberg, 1820) [3]
- Marius (Swainson, 1830) [4]
- Petreus (Swainson, 1833)[5]
- Megalura (Blanchard, 1840)[6]
- Tymetes (Doyère, 1840)
- Timetes(Doubleday, 1844) [7]
- Eumargareta (Grote, 1898)[8]

## Caractéristiques communes
Leur aire de répartition est située en Amérique du Nord et Amérique du Sud.

## Taxinomie
Liste des espèces
- Marpesia berania (Hewitson, 1852).
  - Marpesia berania berania
  - Marpesia berania fruhstorferi (Seitz, 1914)
- Marpesia chiron (Fabricius, 1775).
  - Marpesia chiron chiron à Haïti et à la Jamaïque.
  - Marpesia chiron marius (Cramer, [1779]) dans le sud des USA et au Mexique.
  - Marpesia chiron chironides (Staudinger, 1886) à Cuba.
- Marpesia corinna (Latreille, 1813) en Colombie et au Pérou.
- Marpesia corita (Westwood, 1852).
  - Marpesia corita corita au Mexique, Guatemala et Honduras.
  - Marpesia corita phiale (Godman et Salvin, 1878) au Guatemala.
- Marpesia crethon (Fabricius, 1776) au Suriname, en Colombie et au Venezuela.
- Marpesia egina Bates, 1865. au Brésil et au Pérou.
- Marpesia eleuchea (Hübner, 1818)

Quatre sous-espèces
- Marpesia furcula (Fabricius, 1793).
  - Marpesia furcula furcula
  - Marpesia furcula oechalia (Westwood, 1850)
  - Marpesia furcula violetta (Hall, 1929)
  - Marpesia furcula ssp au Panama.
- Marpesia harmonia (Klug, 1836) au Mexique.
- Marpesia livius (Kirby, 1871).
  - Marpesia livius livius en Équateur.
  - Marpesia livius alcibiades (Staudinger, 1876) au Panama et au Mexique.
- Marpesia marcella (C. et R. Felder, 1861).
  - Marpesia marcella marcella en Équateur, en Colombie et au Pérou.
  - Marpesia marcella valetta (Butler & Druce, 1872) ; au Costa Rica.
  - Marpesia marcella ssp au Panama.
- Marpesia merops (Doyère, 1840) au Guatemala et en Bolivie.
- Marpesia orsilochus (Fabricius, 1776) en Guyane et au  Suriname.
- Marpesia petreus (Cramer, 1776).

Quatre sous-espèces
- Marpesia themistocles (Fabricius, 1793).
  - Marpesia themistocles themistocles
  - Marpesia themistocles norica (Hewitson, 1852) en Équateur, au Pérou et au Brésil.
- Marpesia tutelina Hewitson, 1852.Présent au Brésil.
- Marpesia zerynthia Hübner, 1823.
  - Marpesia zerynthia zerynthia au Brésil.
  - Marpesia zerynthia dentigera (Fruhstorfer, 1907) au Texas, en Colombie et au Pérou.

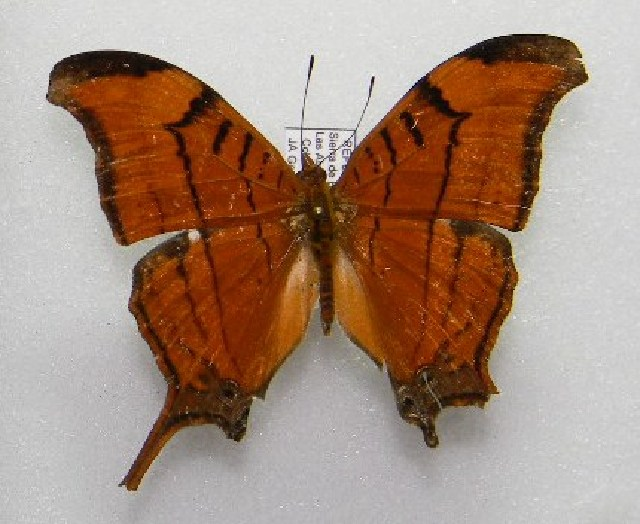
Marpesia eleuchea
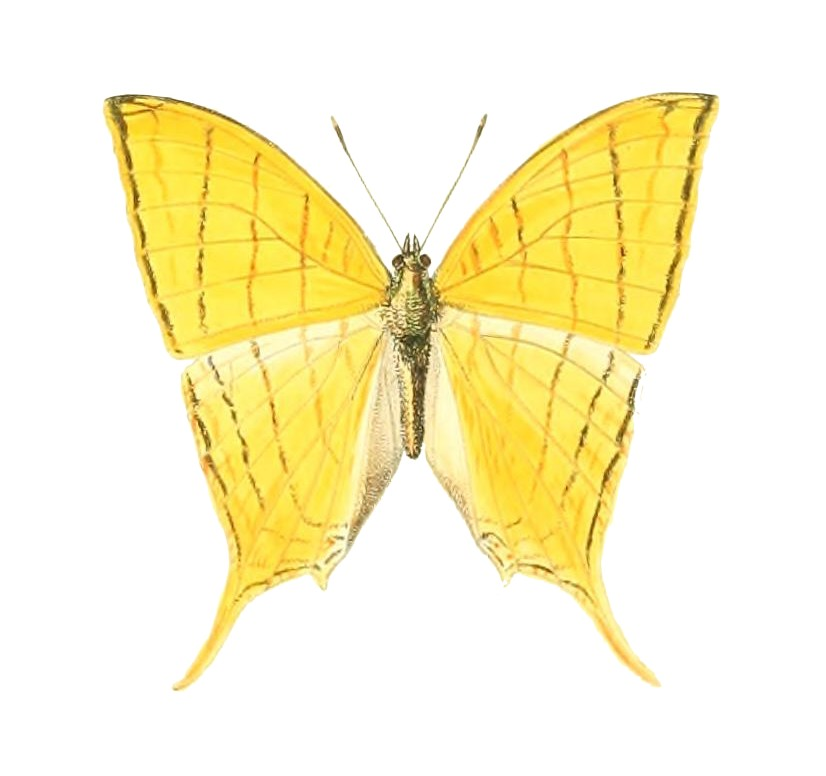
Marpesia harmonia
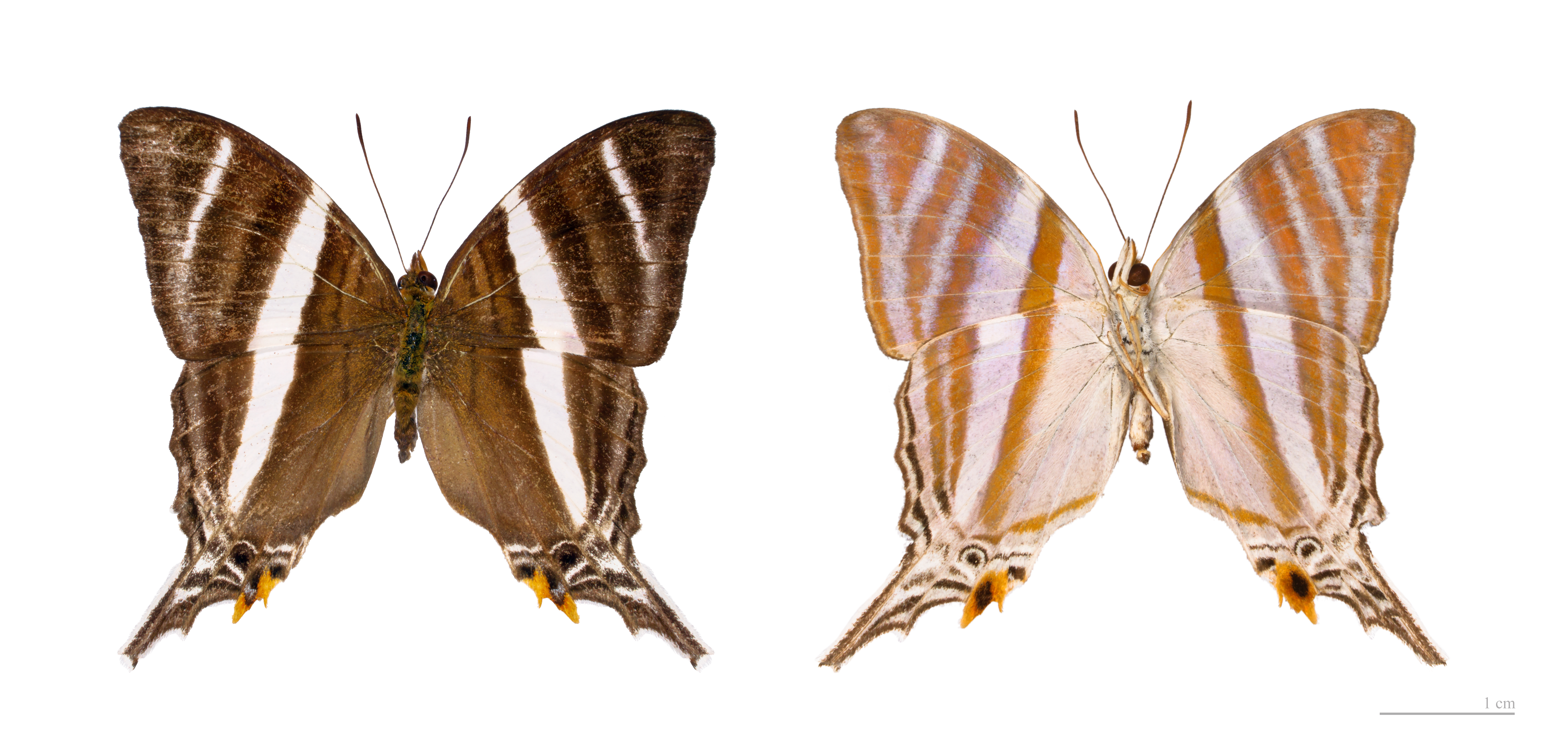
Marpesia orsilochus
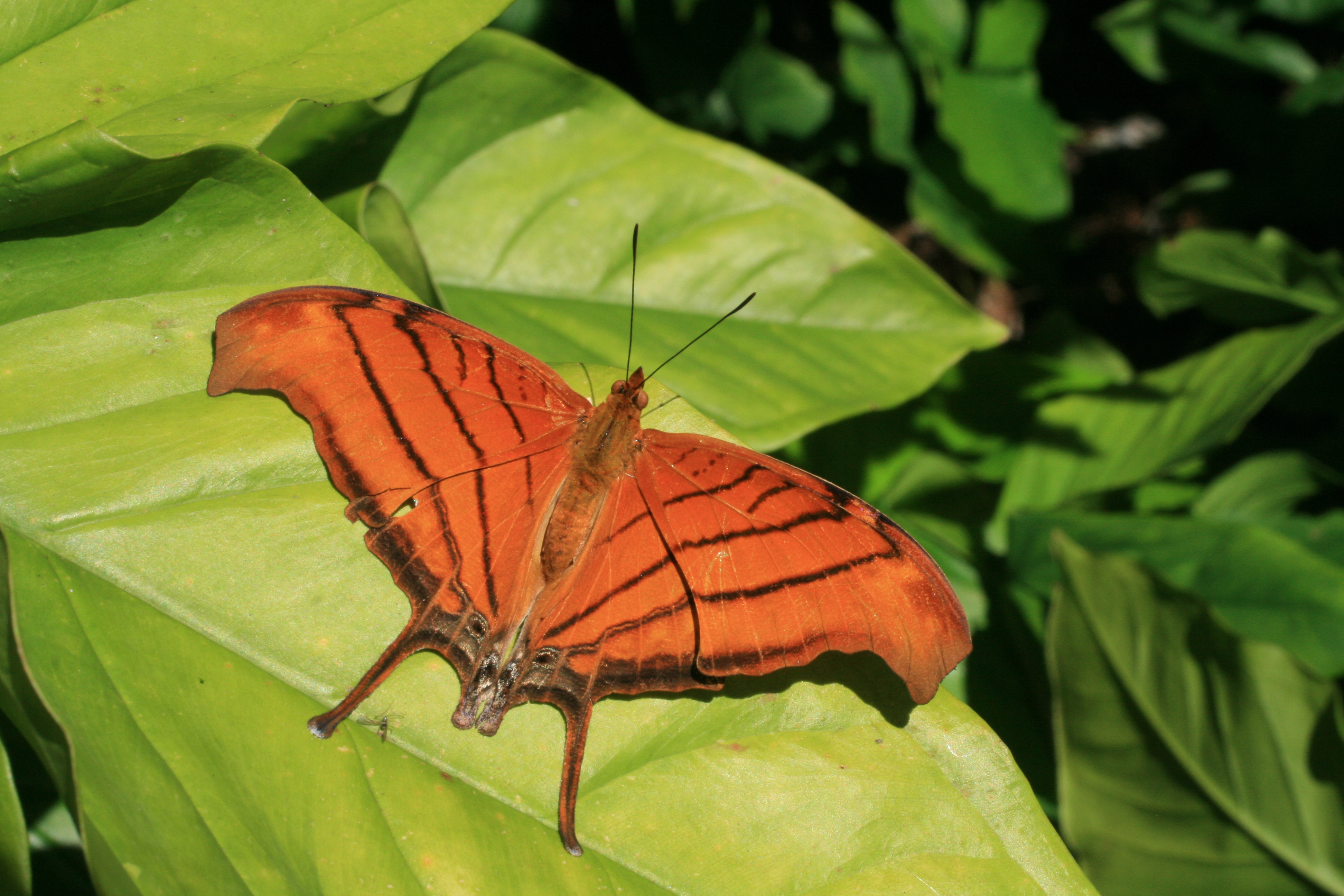
Marpesia petreus
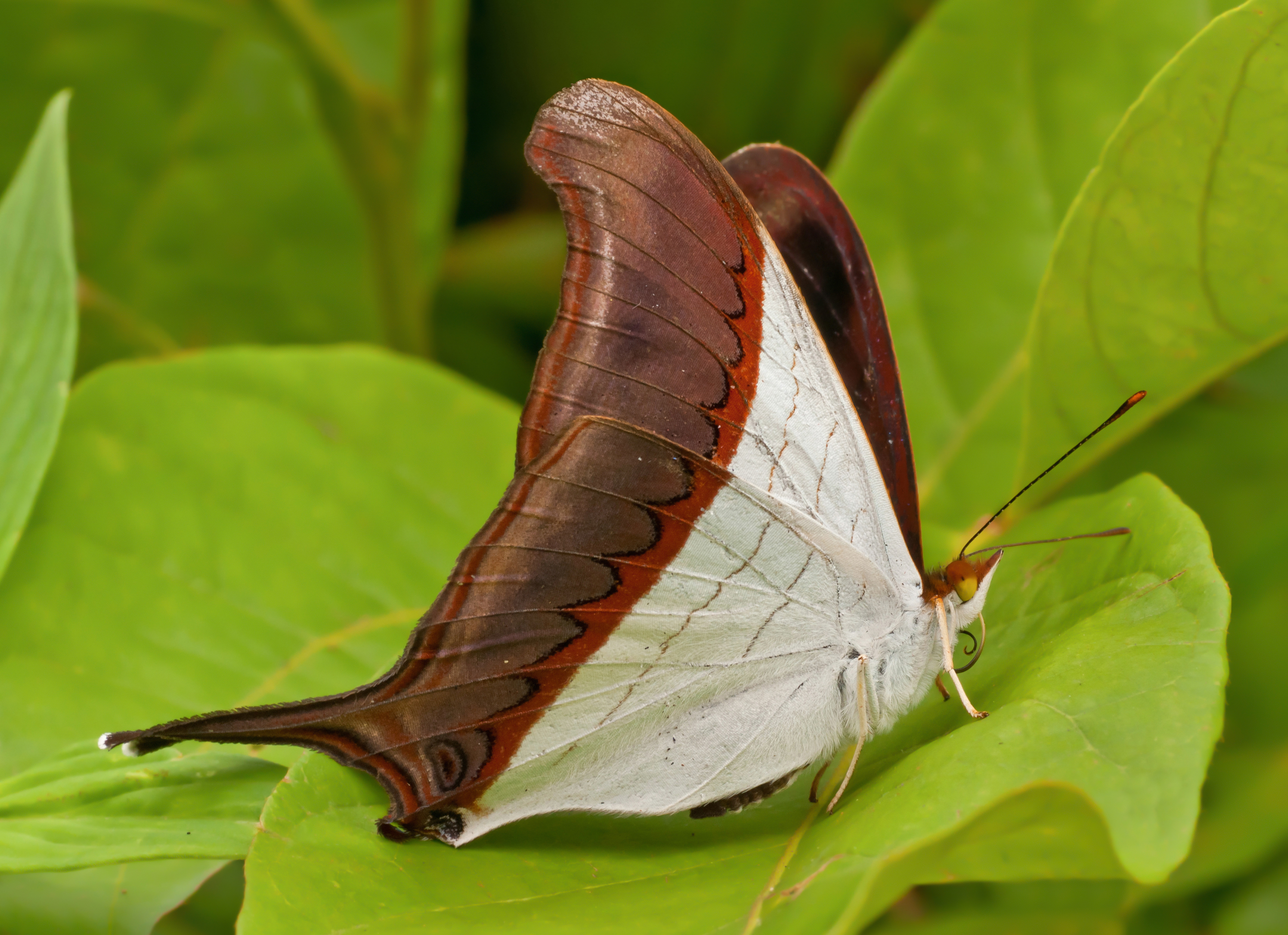
Marpesia zerynthia